# Sanremo 2025 (compilation)
Sanremo 2025 è la compilation ufficiale del Festival di Sanremo 2025, pubblicata il 14 febbraio 2025 in concomitanza con la 75ª edizione della manifestazione.
La raccolta è composta da due compact disc che contengono rispettivamente 18 e 17 brani ognuno, per un totale di 35 brani che hanno partecipato alla rassegna e la sigla Tutta l'Italia eseguita da Gabry Ponte.

## Tracce

### CD1
1. Achille Lauro – Incoscienti giovani
2. Irama – Lentamente
3. Fedez – Battito
4. Elodie – Dimenticarsi alle 7
5. Olly – Balorda nostalgia
6. Coma_Cose – Cuoricini
7. Modà – Non ti dimentico
8. The Kolors – Tu con chi fai l'amore
9. Tony Effe – Damme 'na mano
10. Simone Cristicchi – Quando sarai piccola
11. Clara – Febbre
12. Noemi – Se t'innamori muori
13. Rose Villain – Fuorilegge
14. Gaia – Chiamo io chiami tu
15. Rkomi – Il ritmo delle cose
16. Emis Killa – Demoni
17. Rocco Hunt – Mille vote ancora
18. Sarah Toscano – Amarcord

### CD2
1. Giorgia – La cura per me
2. Francesco Gabbani – Viva la vita
3. Massimo Ranieri – Tra le mani un cuore
4. Serena Brancale – Anema e core
5. Bresh – La tana del granchio
6. Francesca Michielin – Fango in paradiso
7. Joan Thiele – Eco
8. Lucio Corsi – Volevo essere un duro
9. Brunori Sas – L'albero delle noci
10. Willie Peyote – Grazie ma no grazie
11. Shablo feat. Guè, Joshua e Tormento – La mia parola
12. Marcella Bella – Pelle diamante
13. Alex Wyse – Rockstar
14. Maria Tomba – Goodbye (voglio good vibes)
15. Settembre – Vertebre
16. Vale LP e Lil Jolie – Dimmi tu quando sei pronto per fare l'amore
17. Gabry Ponte – Tutta l'Italia

## Classifiche
| Classifica (2025) | Posizione massima |
| ----------------- | ----------------- |
| Italia            | 3                 |